# Diaphanocephalus galeatus
Diaphanocephalus galeatus ist eine Art der Hakenwürmer und einziger Vertreter der Gattung Diaphanocephalus. Er ist ein Parasit der in Südamerika beheimateten Schienenechsen.

## Merkmale
Merkmale der Gattung sind eine durch vordere und hintere Leisten begrenzte Grube um die Mundöffnung und zwei häutige Kutikulafortsätze an der Basis der Mundhöhle. Die Spicula der Männchen haben keine flügelartigen Ausläufer, die Bursa copulatrix ist glockenförmig. Vor der Bursa befindet sich rückenseitig ein dicker Muskelwall.

## Systematik
Diaphanocephalus wird von Hodda in die Tribus Diaphanocephalini und hier in die Subtribus Diaphanocephalinii eingeteilt. Die ebenfalls in die Gattung eingeordnete Art Diaphanocephalus jacuruxi ist ein Synonym für Diaphanocephalus galeatus, die Exemplare von Diaphanocephalus diesingi sind so schlecht erhalten, dass die Validität nicht abschließend geklärt ist.